# 汇丰特林考斯银行
汇丰特林考斯银行（HSBC Trinkaus AG，前稱HSBC Trinkaus & Burkhardt）是一家始創於於1785年的德國銀行，屬於滙豐集團內歷史最悠久的成員之一，總部位於杜塞道夫，提供私人銀行、商業銀行、投資銀行以及資產管理服務。

## 簡歷
HSBC Trinkaus & Burkhardt AG前稱Trinkaus & Burkhardt KGaA，原本是一間貿易公司，其後發展為銀行，名為CG Trinkaus。1972年，CG Trinkaus與1841年於埃森創辦的Burkhardt & Co合併，並將業務擴展至盧森堡和瑞士。1980年，米特蘭銀行有限公司（現稱英國滙豐銀行）收購Trinkaus & Burkhardt KGaA的控制性股權。
米特蘭銀行於1992年被滙豐控股收購全數股份後，Trinkaus & Burkhardt KGaA亦順理成章地加入滙豐集團。在滙豐集團統一品牌下，該行易名為HSBC Trinkaus & Burkhardt KGaA。2006年8月，其公司類別由有限合夥公司（即是KGaA）改為股份公司（即是AG）。2007年，公司名稱改為HSBC Trinkaus AG。現時，英國滙豐銀行持有該行的73.5%股權。

## 分行及辦事處
HSBC Trinkaus & Burkhardt在柏林、漢堡市、法蘭克福、巴登-巴登以及慕尼黑設有分行，在盧森堡設有分公司，該分公司旗下還設有香港代表處以及上海公司客戶交易檯。

## 外部連結
- HSBC Trinkaus （页面存档备份，存于）
- HSBC Trinkaus盧森堡分公司 （页面存档备份，存于）